# Sawangan (Gringsing)
Sawangan is een bestuurslaag in het regentschap Batang van de provincie Midden-Java, Indonesië. Sawangan telt 5023 inwoners (volkstelling 2010).